# Anything Goes (pel·lícula)
Anything Goes és una pel·lícula estatunidenca dirigida per Lewis Milestone i estrenada el 1936.

## Argument
Un jove s'enamora d'una bonica rossa. Quan veu que l'obliguen a pujar a un creuer de luxe, decideix seguir i rescatar-la. Tanmateix, descobreix que és una hereva anglesa que s'havia escapat de casa seva que ara és forçada a retornar a Anglaterra. També descobreix que l'amo de la noia s'està a la nau.

## Repartiment
- Bing Crosby: Billy Crocker[1]
- Ethel Merman: Reno Sweeney
- Charles Ruggles: Rev. Dr. Moon
- Ida Lupino: Hope Harcourt
- Grace Bradley: Bonnie LeTour
- Arthur Treacher: Sir Evelyn Oakleigh
- Robert McWade: Elisha J. Whitney
- Richard Carle: Bishop Dobson
- Margaret Dumont: Mrs. Wentworth
- Jerry Tucker: Junior
- Matt Moore: Capità McPhail
- Edward Gargan: detectiu